# طويس أوروبي
الطُوَيْس الأوروبي أو الأغليس الطاووسي أو فراشة الطاووسية الأوروبية أو طاوسية نهارية أو المعروفة أكثر باسم ببساطة فراشة الطاووس (الاسم العلمي: Aglais io) هو نوع من الحشرات يتبع جنس الأغليس من فصيلة الحورائيات. هي فراشة ملونة، وجدت في أوروبا، آسيا المعتدلة، الشرق الأقصى واليابان. هو الوحيد في جنس Inachis (الاسم مشتق من الأساطير اليونانية، وهذا يعني أيو، ابنة Inachus). لا ينبغي الخلط أو تصنيفها مع «الطاووس الأمريكي» في جنس Anartia ، وهذه ليست الأقارب من الأنواع الحالي. الفراشة الطاووس والمقيمين في كثير من مجموعتها، فصل الشتاء في كثير من الأحيان في المباني أو الأشجار. ولذلك فإنه كثيرا ما يظهر في وقت مبكر جدا في فصل الربيع. وقد احتل فراشة الطاووس في مجال البحوث حيث دور بقع العين حيث تم التحقيق لمكافحة الحيوانات المفترسة الآلية.
في الجزر البريطانية، تم العثور على فراشة في انكلترا واسكتلندا (بما في ذلك أوركني وشيتلاند) وويلز وأيرلندا. والطاووس هو توسيع نطاقها. ولا يعرف فراشة عرضة للتهديد.

## الصور

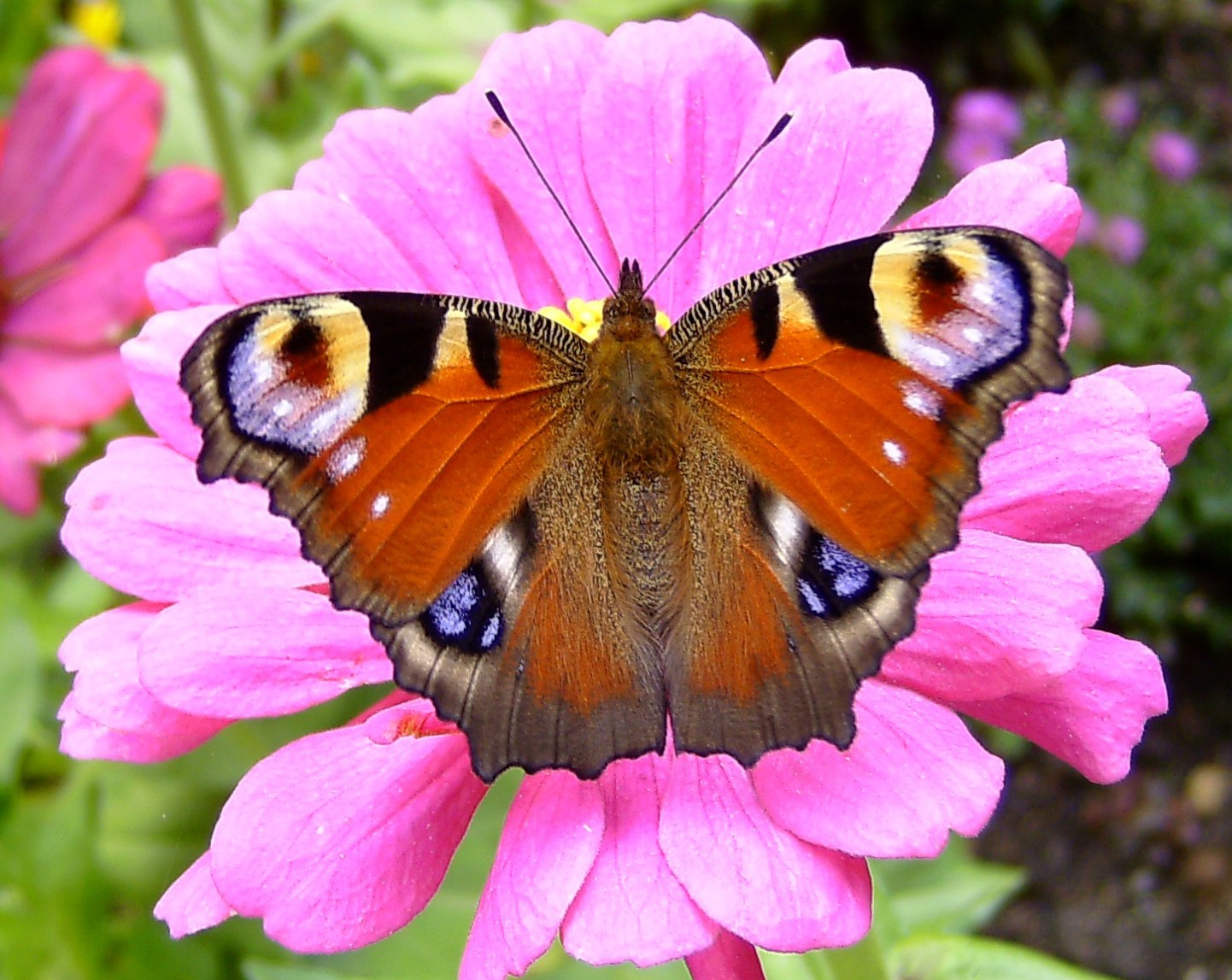

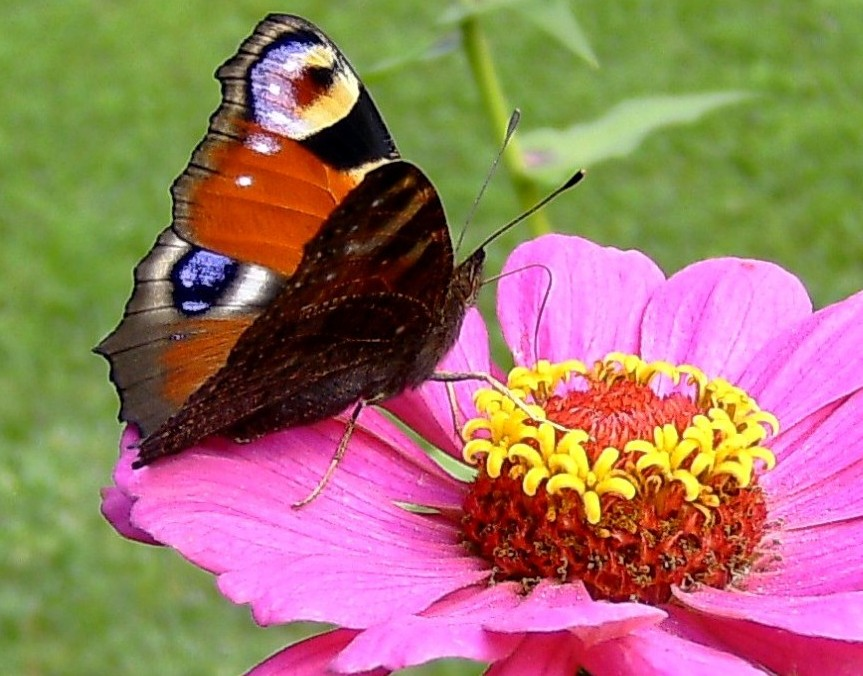